# Spongia spinosa
Spongia spinosa är en svampdjursart som först beskrevs av Lendenfeld 1888.  Spongia spinosa ingår i släktet Spongia och familjen Spongiidae. Inga underarter finns listade i Catalogue of Life.